# Johann Gottfried Lange
Johann Gottfried Lange (* 8. Juli 1718 in Reichenbach bei Görlitz; † 25. November 1786 in Leipzig) war ein deutscher Baumeister.
Johann Gottfried Lange, Sohn armer Eltern, studierte unter Hausen, Heinsius und Johann Heinrich Winckler Mathematik. Später unterrichtete er als Universitäts-Baumeister in Leipzig im Bau- und Ingenieurwesen und war Mitglied der Leipziger Ökonomischen Sozietät.
Er war Herausgeber folgender Werke:
- Zufällige Gedanken über die nothwendige wirthschaftliche Bauart auf dem Lande... Johann Friedrich Korn, Breslau 1779 (Volltext in der Google-Buchsuche).
- Abhandlung über wetterfeste Dächer. Carl Friedrich Schneidern, Leipzig 1785. In: Universiteitsbibliothek Gent Digitalisat